# Пятидворка
Пятидворка — посёлок в Верхнеуслонском районе Татарстана. Входит в состав Набережно-Морквашского сельского поселения.

## География
Находится в западной части Татарстана на расстоянии приблизительно 9 км на запад по прямой от районного центра села Верхний Услон в 2 км от Куйбышевского хранилища.

## История
Основан в 1920-х годах. Ныне имеет дачный характер.

## Население
Постоянных жителей было в 1938 — 51, в 1949 — 43, в 1958 — 51, в 1970 — 26, в 1979 — 15, в 1989 — 6. Постоянное население составляло 2 человека (русские 100 %) в 2002 году, 0 в 2010.